# Lowell Lewis
Lowell Lewis (ur. 18 sierpnia 1952) – polityk, premier (szef ministrów - Chief Minister) Montserratu od 2 czerwca 2006 do 10 września 2009. 
Lowell Lewis objął urząd szefa ministrów wyspy 2 czerwca 2006, jako lider koalicji składającej się z Partii Demokratycznej Montserratu (Montserrat Democratic Party), której przewodził oraz Nowego Ruchu Wyzwolenia Ludowego i niezależnych kandydatów.
W wyborach parlamentarnych na Montserracie z 8 września 2009 jego partia poniosła porażkę, zdobywając tylko 1 z 9 miejsc w parlamencie. 10 września 2009 Lewisa na stanowisku szefa ministrów zastąpił Reuben Meade.